# Белова, Юлия Станиславовна
Юлия Станиславовна Белова (род. 1966) — российский художник в области декоративно-прикладного искусства, искусствовед и реставратор. Член Союза художников России (2000) и Творческого союза художников России (2012). Академик РАХ (2020; член-корреспондент РАХ с 2018 года). 

## Биография
Родилась 28 января 1966 года в городе Ярославле.
В 1988 году окончила Ярославское художественное училище. С 1988 по 1993 год обучалась на факультете теории и истории искусства Московского государственного художественного института имени В. И. Сурикова. С 1993 года работает в Ярославском региональном отделении Союза художников России по отделению храмовой и церковной реконструкции. С 2018 года — член Экспертного совета по церковному искусству, архитектуре и реставрации Русской православной церкви. С 2019 года — председатель Ярославского регионального отделения Творческого союза художников России и исполнительный директор Ярославского отделения Творческого союза художников декоративно-прикладного искусства. Ю. Белова является одним из основателей и генеральным директором ярославских художественно-производственных мастерских «Ковчег».
Основные художественные проекты Юлии Беловой находятся в области храмовой и церковной реконструкции. С 2011 по 2013 год — главный художник и автор проекта по реконструкции церковной утвари и иконописи Морского Никольского собора в Кронштадте. С 2013 по 2015 год в качестве главного художника занималась реконструкцией исторической живописи, в том числе в иконостасе храма Святых Константина и Елены в Вологде и в храме Рождества Христова при Трапезных палатах в городе Истра, в куполе ротонды Воскресенском соборе Новоиерусалимского монастыря. С 2016 по 2017 год являлась главным художником и автором проекта по создании икон для храмовых образов и основного иконостаса Храма  Новомучеников и Исповедников Церкви Русской Сретенского монастыря в Москве. В 2017 году занималась реконструкцией и реставрацией интерьеров храма Спаса-Преображения Троице-Сергиевой лавре. С 2018 по 2019 год занималась декором интерьера  Храма Казанской иконы Божией Матери в Орле. С 2019 по 2020 год была главным художником по созданию икон для храмовых образов и иконостасов Патриаршего собора во имя Воскресения Христова и занималась реконструкцией монументальной живописи в Церкви иконы Божией Матери «Всех скорбящих Радость» в Санкт-Петербурге.
В 2000 году Юлия Белова становится членом Союза художников России и с 2012 года — Творческого союза художников России. В 2020 году была избрана Действительным членом РАХ по Отделению искусствознания и художественной критики.

## Награды
- Орден Дружбы (2014 — «За заслуги в  развитии  отечественной  культуры  и  искусства и многолетнюю плодотворную деятельность»)[4]
- Медаль ордена «За заслуги перед Отечеством» II степени (2020 — «За большой вклад в организацию и проведение социально важных, общественно значимых мероприятий»)[5]
- Благодарность Президента Российской Федерации (2012 — «За большой  вклад  в  реализацию мероприятий по восстановлению Кронштадтского Морского собора во имя Святителя Николая Чудотворца»)[6]